# Calypso (vaixell)
El Calypso és un antic dragamines de la Royal Navy convertit més tard en un vaixell de recerca oceanogràfic per Jacques-Yves Cousteau, qui el va equipar amb un laboratori mòbil per a la recerca i investigació submarina. Resultà molt danyat el 1996, i es troba en procés de restauració en el període 2009-2012. El nom del vaixell prové de la figura mitològica grega Calipso.

## Dragamines durant la II Guerra Mundial (1941–1947)
El Calypso fou originalment un dragamines fet de fusta, construït per a la British Royal Navy per la Ballard Marine Railway Company de Seattle, Washington, USA. Estava fet amb pi d'Oregon.
Pertanyia a la primera sèrie de la classe BYMS de dragamines, i va ser posat en rada el 12 d'agost de 1941 amb la designació BYMS-26, i botat el 21 de març de 1942. Va ser assignat a la Royal Navy al febrer de 1943 amb el numeral HMS J-826 i destinat al servei actiu a la mar Mediterrània; posteriorment va ser renumerat com a BYMS-2026 el 1944, posat en reserva a Malta i finalment, donat de baixa en el registre naval el 1947.

## Ferri maltès (1949–1950)
Després de la II Guerra Mundial el vaixell va esdevenir un ferri entre Malta i l'illa de Gozo, i fou rebatejat amb el nom de la nimfa Calipso, perquè la seva illa d'Ogígia està míticament vinculada a Gozo.

## El Calypso de Jacques-Yves Cousteau (1950–1997)
El milionari irlandès i exdiputat, Thomas "Loel" Guinness va comprar el Calypso el 1950 i el va cedir a Cousteau per un lloguer simbòlic d'un franc a l'any. Li va imposar dues condicions, que Cousteau mai no li demanés diners, i que mai no revelés la seva identitat, que només es va saber després de la mort de Cousteau. Cousteau reestructurà i transformà la nau en un vaixell apte per a fer expedicions i en base de suport per fer submarinisme, filmacions, i recerca oceanogràfica.
El Calypso portava un equipament avançat, inclosos dos minisubmarins d'una i dues places desenvolupats per Cousteau, l'SP-350 Denise, i vehicles de propulsió per a busseig. El vaixell també va ser equipat amb un "nas" per veure-hi a través, una càmera d'observació a tres metres per sota de la línia de flotació, i es va modificar per hostatjar equips científics i un heliport. La càmera subaqüàtica Calypso ha rebut el nom d'aquest vaixell.

### Enfonsament delCalipso(1996) i mort de Cousteau (1997)
El 8 de gener de 1996, una gavarra va col·lidir accidentalment el Calipso, i el va enfonsar al port de Singapur. El 16 de gener, va ser hissat per una grua de 230 peus, i bombat en sec abans de ser conduït a la drassana.
L'any següent, Jacques-Yves Cousteau va morir, el 25 de juny de 1997.

## Restauració (1997–actualitat)

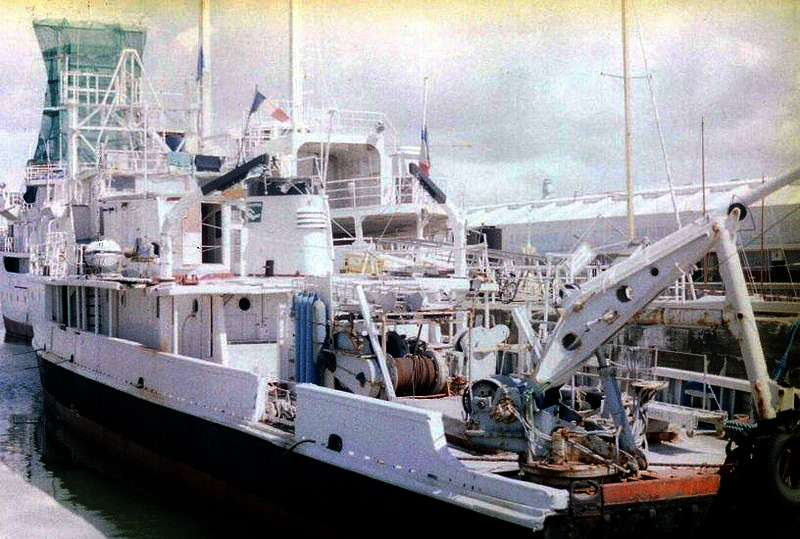
El Calypso a La Rochelle (1999)

El Calypso va ser remolcat més tard a Marsella, França, on hi va quedar descuidat durant dos anys. A partir de llavors va ser remolcat fins al Museu Marítim de La Rochelle el 1998, on estava destinat a ser exposat.
Una llarga sèrie de traves legals i altres endarreriments, varen impedir que poguessin començar els treballs de restauració. Francine Cousteau va intentar organitzar la restauració del vaixell, però va sorgir una disputa entre ella, (la vídua de Jacques Cousteau), i Loel Guinness, net del comprador original.
Quan aquesta diferència va ser descoberta per l'alcalde de la Rochelle, es va incrementar l'atmosfera d'incertesa i dubtes sobre el finançament de la restauració. Quan l'alcalde va morir posteriorment, la ciutat de La Rochelle es va retirar com a font de finançament de la restauració, i el Calypso va quedar en mal estat.
El 2002, Alexandra, neta de Cousteau del seu primer matrimoni, va intervenir per ajudar a organitzar la restauració. No obstant això, la Societat Cousteau, controlada per Francine Cousteau, hauria gastat centenars de milers de dòlars per defensar l'ús exclusiu del nom, i per impedir la participació d'Alexandra en la restauració del Calypso.
El juliol de 2003, Patrick Schnepp, director del Museu Marítim de La Rochelle, va expressar la seva frustració davant la incapacitat per restaurar el vaixell: "Tot l'assumpte em fa fàstic ... Tot el que no està trencat, està podrit, i tot el que no està podrit s'ha trencat." The Guardian, ha informat que desitjava veure el vaixell remolcat fora de l'Illa de Ré i tirat en orris, com Jacques-Yves Cousteau havia imaginat hagués estat la destinació original del vaixell si no li hagués estat concedit el seu ús.
El 30 de novembre de 2004 es va informar erròniament que el Calypso havia estat venut per Loel Guinness, a Carnival Cruise Lines. Carnaval declarà la seva intenció de donar 1,3 milions de dòlars (1 milió d'euros) per la restauració, i després amarrar-lo a Bahames com a vaixell museu.
A finals de 2006, Loel Guinness va transferir la propietat del "Calypso" a la Societat Cousteau per la suma simbòlica d'un euro. La transferència va ser part d'un pla de restauració dirigida per Francine Cousteau. Es va iniciar llavors una batalla legal sobre la propietat de la nau, que es va resoldre a favor de la Societat Cousteau l'octubre de 2007. El projecte de restauració després va continuar.
El 4 d'octubre de 2008, el fabricant de rellotges suís IWC Schaffhausen produí un cronògraf de luxe, per ser venut per recaptar fons per a la restauració del Calypso.
On 11 octubre 2007, the transfer of the ship to Concarneau started, where she will be restored at the Piriou Shipyard and transformed into a permanent exhibit.
Els treballs de restauració al Calypso foren detinguts al febrer de 2009 a causa de la falta de pagament de factures per Francine Cousteau. Als Piriou Naval Services de Concarneau se'ls deu 850.000 €, del total estimat d'1.737.000 €, pels treballs realitzat al vaixell. El vaixell ja està guardat en un dels seus hangars.
El març de 2009 la Societat Cousteau informà que Francine Cousteau ara dirigeix la restauració de Calypso, que s'ha portat a les drassanes Piriou de Bretanya, com un "ambaixador dels mars i els oceans". La restauració serà una renovació completa fent del Calypso un "ambaixador" mòbil.
El juny de 2010 la BBC va informar que el Calypso seria rellançat amb motiu del centenari del naixement de Jacques Cousteau. D'acord amb un membre de l'antiga tripulació de la nau que va visitar la drassana, el vaixell encara estava emmagatzemat en diverses peces a l'hangar l'11 de juny de 2010 - la data oficial del centenari - i és poc probable que pugui estar llest per navegar en el curt termini.

## ElCalypsoa la cultura popular
- Calypso sortia a Le monde du silence, la pel·lícula de 1956 premiada amb l'Oscar al millor documental, i la Palma d'Or de 1956.
- El vaixell també sortia a la pel·lícula de 1964 Un món sense sol (Le Monde sans Soleil), que també va guanyar l'Oscar al millor documental.
- John Denver va escriure una cançó d'èxit el 1975 (Calypso) com a tribut al vaixell i la seva tripulació.
- Jean Michel Jarre va escriure una obra en quatre parts, anomenada Waiting for Cousteau (1990).
- GWAR escrigué una cançó titulada "Je M'Appelle J. Cousteau", presentada al seu àlbum Hell-O, editat originalment el 1988. No és del tot clar si aquesta cançó és un tribut o bé una calúmnia, però la cançó és totalment sobre Jacques Cousteau i el seu vaixell Calypso.
- El capità de la USS Enterprise (NCC-1701-D), a Star Trek: La nova generació, fou anomenat Calypso per l'actor Patrick Stewart. També va donar el nom de Cousteau al capità de la USS Enterprise-E en homenatge al capità del Calypso' original.
- Bill Murray protagonitzà una paròdia de la vida de Jacques Cousteau anomenada The Life Aquatic with Steve Zissou. A la pel·lícula, Zissou recorre els mars en un vaixell anomenat Belafonte. Es tracta d'una referència indirecta a la nau de Jacques Cousteau Calypso. Harry Belafonte fou un músic destacat que va compondre música calypso en un àlbum anomenat Calypso.
- També apareix a la pel·lícula L'odissea de Jérôme Salle.